# Kill My Doubt
Kill My Doubt – siódmy minialbum południowokoreańskiej grupy Itzy, wydany 31 lipca 2023 roku za pośrednictwem JYP Entertainment. Płytę promował singiel „Cake”.

## Lista utworów
| Kill My Doubt | Kill My Doubt         | Kill My Doubt                                                                                             | Kill My Doubt                                                                                               | Kill My Doubt           | Kill My Doubt |
| Nr            | Tytuł utworu          | Tekst | Kompozycja                                                                                                  | Aranżacja               | Długość       |
| ------------- | --------------------- | --- | --- | ----------------------- | ------------- |
| 1.            | „Bet on me”           | J.Y. Park "The Asiansoul", 12h51m (VeryGoods)                                                             | David (Mickey) Karbal, Philip von Boch Scully, Ben Samama, Eli Teplin, Lauren Dyson, Kendall Grayson Brower | Karbal, von Boch Scully | 3:19          |
| 2.            | „Cake”                | B.E.P, Jeon Goon                                                                                          | B.E.P., FLYT                                                                                                | Rado, FLYT              | 3:18          |
| 3.            | „None of My Business” | Iseuran, Rachel West, Barry Cohen                                                                         | West, Cohen                                                                                                 | Gingerbread             | 3:22          |
| 4.            | „Bratty (나쁜애)”     | Ellie Suh (153/Joombas), Lilijune (153/Joombas), Ben Haim, Adrienne, Larus Anarson, Michael Ojike McHenry | Haim, Adrienne, Arnarson, McHenry                                                                           | daysof1993              | 2:42          |
| 5.            | „Psychic Lover”       | danke | Christian Fast, Gusten Dahlqvist, Sofia Quinn, Noémie Legrand                                               | Dahlqvist               | 2:44          |
| 6.            | „Kill Shot”           | Kang Eun-jeong                                                                                            | Quinn, David James Burris, Legrand                                                                          | Burris                  | 2:16          |

## Notowania
| Lista                                       | Pozycja |
| ------------------------------------------- | ------- |
| South Korean Albums (Circle)                | 1       |
| Polish Albums (ZPAV)                        | 14      |
| Belgian Albums (Ultratop Flanders)          | 119     |
| Belgian Albums (Ultratop Wallonia)          | 100     |
| German Albums (Offizielle Top 100)          | 38      |
| Hungarian Physical Albums (MAHASZ)          | 14      |
| Japanese Albums (Oricon)                    | 22      |
| Japanese Combined Albums (Oricon)           | 22      |
| Japanese Hot Albums (Billboard Japan)       | 29      |
| Swedish Physical Albums (Sverigetopplistan) | 13      |
| Swiss Albums (Schweizer Hitparade)          | 89      |
| UK Album Downloads (OCC)                    | 58      |
| US Billboard 200                            | 23      |
| US World Albums (Billboard)                 | 2       |